# 商洛站
商洛站是宁西铁路上的车站，坐落于离商洛市市区较远的商州区沙河子镇，隶属西安铁路局管辖。

## 概况
车站有公交2路发往市区。2011年春运时节，平均每天出行旅客在600人以上，杭州方向每天发送150人左右，深圳方向每天发送130人左右，西安方向每天发送300人左右。2021年9月10日，本站开通往返西安的动力集中动车组列车。